# Левый фронт (Россия)
Обще́ственное движе́ние «Ле́вый Фро́нт» — общественное движение, объединяющее сторонников социалистического развития в России, а также в других странах бывшего СССР.

## Цели и задачи Левого фронта
Главной целью в декларации Левого Фронта декларируется построение социализма в России. Задачей Левого Фронта провозглашается обеспечение единства действий всех, кто выступает за социализм, демократию и интернационализм, координация действий левых оппозиционных сил. Левый Фронт объединяет в настоящее время несколько левых организаций, при этом членство в Левом Фронте не обязывает его участников покидать свою собственную организацию.

## Создание организации
Идея создания объединяющей сторонников социалистического развития России организации принадлежала участникам первого Российского социального форума, проходившего весной 2005 года; среди них были Сергей Удальцов, Алексей Сахнин, Алексей Пригарин, Дарья Митина, Гейдар Джемаль, Илья Будрайтскис, Карин Клеман, Борис Кагарлицкий. В октябре 2005 года состоялась учредительная конференция Московской региональной организации ЛФ. Впрочем, по свидетельству Д. Митиной, Удальцов примкнул к ним только в 2008-м. А годом ранее, в 2007-м, она же высказывалась: "Если полтора года назад искушенному кремлевским бесом Кагарлицкому левофронтовцы указали на дверь сами, то с уходом Ильи Пономарева со значительной частью актива ЛФ  в Справедливую Россию, на ЛФ как на организации смело можно поставить крест. Дмитрий Черный же отмечал, что созданию ЛФ предшествовало появление "Молодёжного левого фронта", объединившего в 2004-м Авангард красной молодёжи, Союз коммунистической молодёжи, Революционную рабочую партию, РКСМ(б).
Первый, Учредительный съезд Левого Фронта состоялся 18 октября 2008 года, в нём приняли участие Сергей Удальцов, Анастасия Удальцова и другие политики и общественные деятели. Главным направлением работы после съезда стала помощь социальным движениям, профсоюзам, трудовым коллективам. Вторым направлением работы активистов стала так называемая «пропаганда действием», в рамках которой идеи и требования левых активистов доносились до общества в форме акций прямого действия, пытаясь таким образом преодолеть сложности в доступе к средствам массовой информации. Кроме того, Левый Фронт выступил организатором ежегодных летних молодёжных лагерей, школ политического актива, конференций, кружков по изучению социалистической мысли и практики, киноклубов, концертов и ряда других мероприятий.
Перед съездом, в течение полутора лет (лето 2008 — осень 2009 года) прошло более 40 региональных конференций, учреждавших в соответствующих областях страны отделения Фронта.

## Деятельность Левого Фронта

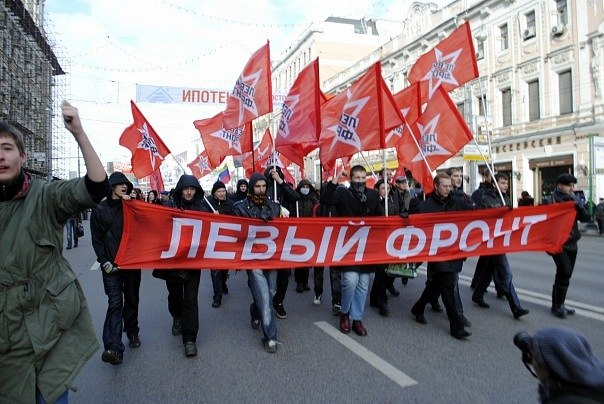
Колонна Левого фронта на демонстрации 7 ноября 2010 года

На начальном этапе своей деятельности Левый Фронт проводил разнообразные санкционированные и несанкционированные акции, митинги, шествия, в том числе получившие широкий резонанс «Дни Гнева», проводившиеся организацией как в Москве, так и в остальных регионах страны, а также шествия «Антикапитализм», призванные, по мнению организаторов, показать обществу наличие политических сил антикапиталистической направленности. Помимо этого Левый Фронт принимал активное участие в многочисленных акциях социальной направленности, таких как защита Химкинского Леса, Кадашей, посёлка Речник, Южного Бутова и др. объектов от точечной застройки, в результате которых были достигнуты определённые уступки со стороны властей.
Новый этап в истории Левого Фронта начался в период Протестного движения 2011—2013 годов, в котором организация и её лидер Сергей Удальцов сыграли одну из ключевых ролей. Члены Фронта активно участвовали в протестных акциях, Анастасия Удальцова стала одним из заявителей митинга на Болотной площади 10 декабря 2011 года и шествия по Якиманке, а Сергей Удальцов выступил в качестве главного организатора Марша Миллионов 6 мая 2012, собравшего, по некоторым оценкам до 200 000 человек и закончившегося столкновениями с полицией.
4 марта «Левый Фронт» анонсировал митинг на Суворовской площади в Москве, митинг был назначен на 19 марта, на следующий день после выборов президента Российской Федерации. На митинге планировалось обсудить итоги голосования, и дать оценку подсчёту голосов.
Во время президентских выборов 2012 года Левый Фронт вступил в существующую по сей день коалицию с КПРФ, поддержав на выборах кандидатуру Г. Зюганова. В этот период деятельность Фронта широко освещалась в ведущих СМИ России и зарубежья, а Сергей Удальцов неоднократно выступал по федеральным каналам, а также встречался с Д. А. Медведевым.

## Уголовное преследование активистов Левого Фронта по Болотному делу
По делу о массовых беспорядках на Болотной площади в Москве 6 мая 2012 года («Болотному делу»), привлечены к уголовной ответственности 12 человек, в том числе активист Левого Фронта Владимир Акименков (арестован 10 июня 2012, был обвинён в участии в беспорядках (часть 2 статьи 212 УК РФ)). Координатор Ивановского отделения Левого Фронта Дмитрий Рукавишников был задержан 2 апреля 2013 и арестован). Акименков и Рукавишников вышли на свободу по амнистии в декабре 2013 года, проведя в СИЗО 1,5 года и 8,5 месяцев соответственно.
14 мая 2013 прошёл обыск у Игоря Цевменко в Белгороде, а также у Андрея Рудого в Дзержинске и у Александра Краснова в Нижнем Новгороде.
23 мая 2013 прошли обыски у Василия Кузьмина в Москве и у Дениса Курайши в посёлке Свердловский Московской области.
Леонид Развозжаев (арестован спецслужбами в Киеве 20 октября 2012) и Сергей Удальцов (находился под домашним арестом с 9 февраля 2013) 24 июля 2014 года были приговорены к 4,5 годам колонии общего режима за организацию беспорядков 6 мая 2012 года.

## Третий съезд. Появление «Левой платформы»
5 января 2013 года в Москве состоялся третий съезд Левого Фронта. Тогда ряд активных участников движения (14 региональных отделений и несколько членов Исполкома ЛФ, включая Василия Кузьмина и Владислава Рязанцева), возмутившись «полудиктаторскими методами» президиума, состоящего из Удальцова, бывшего члена ЦК КПСС Алексея Пригарина и Алексея Сахнина, создали «Левую платформу» внутри организации. «Левая платформа» приняла организационные принципы и идеологическое заявление. В дальнейшем Левая платформа не отметилась никакими действиями.

## Позиция по событиям на Украине
Левый Фронт наряду с Российским социалистическим движением занял антивоенную позицию по вооружённому конфликту на востоке Украины. 23 августа 2014 года в Москве состоялся четвёртый съезд движения. Участники съезда избрали новый состав исполкома, в который не попал ни один член организации, поддерживающий самопровозглашённые республики востока Украины. Бывший координатор Левого Фронта по оргработе Сергей Удальцов, поддержавший непризнанные республики, был избран в исполнительный орган движения с перевесом лишь в один голос. Это дало возможность некоторым наблюдателям говорить об идентичности распада в правой и левой среде, и агонии организации. Также в ходе съезда была принята резолюция под названием «Война войне!». Экс-член Совета ЛФ Дарья Митина покинула после этого ряды организации (впоследствии она вернулась к сотрудничеству с ЛФ, представляя ОКП).
«Нам нужна кампания за мир. Против кровопролития, против оптовой торговли кровью. Но эта кампания должна быть не продолжением войны в тылу „противника“. Если ты против военной операции киевских властей — это не значит, что за Путина и Стрелкова. Если ты против Путина — не значит, что за военную операцию киевских властей. Народам нужна кампания за мир через головы кровожадных политиков и алчных олигархов, делающих гешефт на чужом горе…», — говорится в резолюции съезда.

## Текущее состояние

### Период упадка
11 февраля 2016 года стало известно о выходе из Левого Фронта члена Исполкома Андрея Свистунова.
23 апреля заявление о выходе из Левого Фронта написал координатор московского отделения и член Исполкома Василий Кузьмин.
12 июня о прекращении своего участия в Левом Фронте сообщил член Исполкома Владислав Рязанцев.
15 июня было опубликовано официальное заявление о выходе из ЛФ Дмитрия Рукавишникова — фигуранта «болотного дела», члена Исполкома организации.
26 сентября о прекращении участия в Левом Фронте заявил политический эмигрант Андрей Романов вместе со своей женой Олесей.
12 июня в городе Иваново состоялся V съезд Левого Фронта.
25 июля на сайте «Открытая Россия» вышел аналитический материал «Российское левое движение: дела хуже, чем у либералов». В нём констатируется смерть Левого Фронта. Ряд бывших участников ЛФ перешли в Левый блок. В то же время Анастасия Удальцова выступила с заявлением о продолжении активности Левого Фронта

### Выход на свободу Удальцова. Возрождение активной деятельности

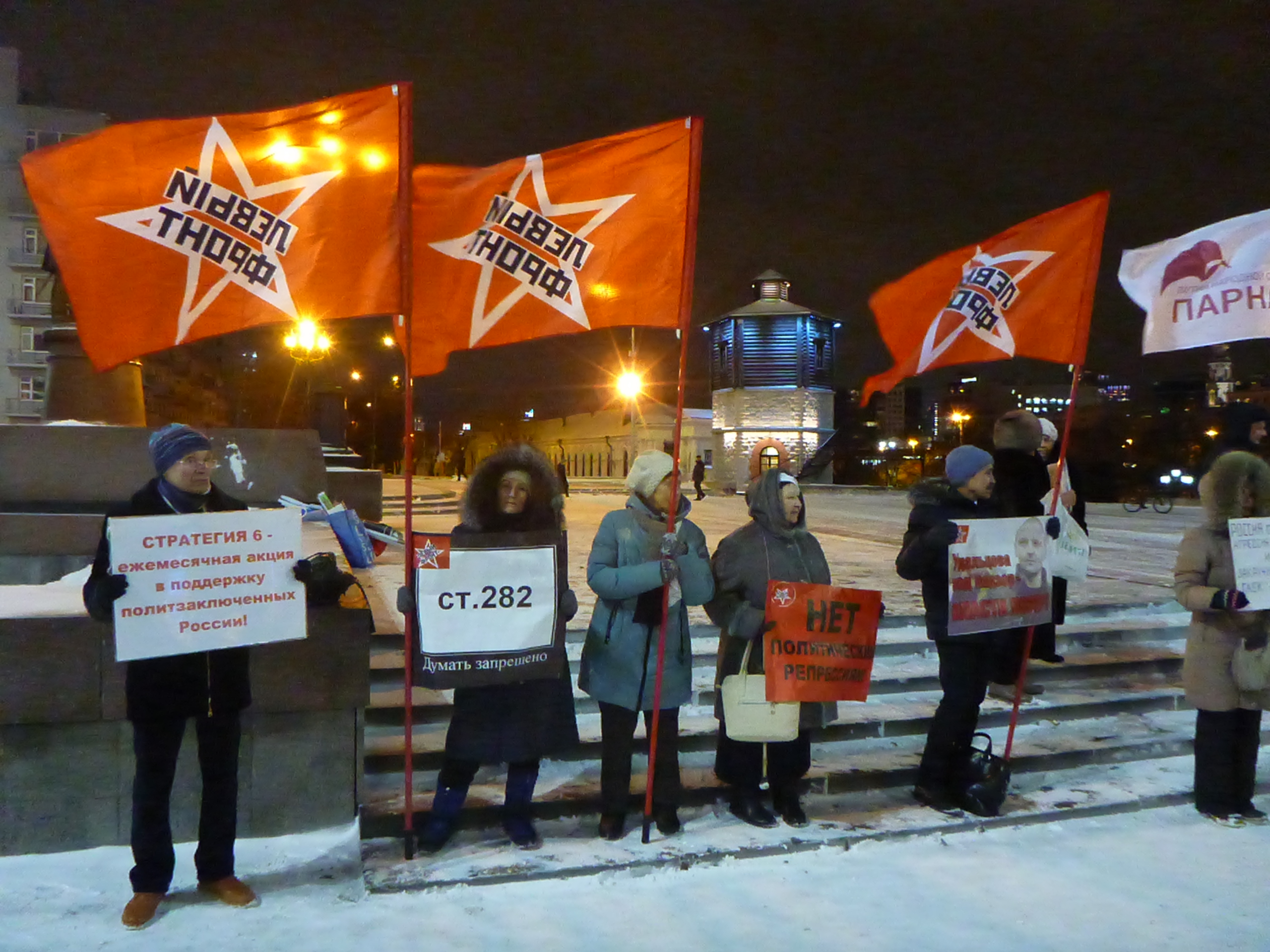
Активисты Левого Фронта на пикете за освобождение политзаключённых. Екатеринбург, 6 декабря 2019 года

В августе 2017 года на свободу вышел один из ключевых представителей «Левого Фронта» Сергей Удальцов, который заявил о намерении активизировать деятельность организации и «работать на объединение левых сил».
25 октября 2017 года в Санкт-Петербурге было заявлено о возобновлении активной политической работы и планах в ближайшее время провести ряд протестных демонстраций, фактически Удальцов, в частности, установил «проновороссовскую» ориентацию организации с сохранением оппозиционного отношения к действующей власти в РФ.
В декабре 2017 года движение провело праймериз и выдвинуло кандидатом в президенты от «левых и патриотических сил» директора ЗАО «Совхоз имени Ленина» Павла Грудинина, во втором туре праймериз одолевшего экономиста Юрия Болдырева. Выдвижение Грудинина вызвало протест со стороны одного из инициаторов возобновления деятельности ЛФ Бориса Кагарлицкого, который решил прервать сотрудничество с организацией.
3 февраля 2018 года в гостинице «Измайлово» прошёл VI Съезд ЛФ. На съезде была подтверждена поддержка Грудинина на предстоящих выборах (сам Грудинин приехал на съезд поприветствовать её участников), были приняты поправки в Устав и Программу партии, а также намечен план деятельности организации на ближайшее время.
В ходе президентских выборов Левый Фронт оказывал Грудинину поддержку, Сергей и Анастасия Удальцова выступили в роли его доверенных лиц. Позднее, во время выборов Мэра Москвы, Левый Фронт поддержал кандидата от КПРФ Вадима Кумина, Сергей и Анастасия вновь выступили в качестве доверенных лиц. В этот период Сергей Удальцов провозгласил курс на развитие системы региональных отделений Левого Фронта и совершил ряд поездок по городам России. Количество региональных отделений к концу 2018 года приблизилось к 60, а численность «организационного актива» организации насчитывает, по словам Сергея Удальцова 10-15 тысяч человек при десятках тысяч сочувствующих.
Летом 2019 года Анастасия Удальцова была зарегистрирована как кандидат в Московскую городскую Думу от КПРФ, при чём сама она позиционирует себя как кандидата от КПРФ и Левого Фронта.
В 2017—2019 годах Левый Фронт принял участие во многих митингах совместно с КПРФ. В частности, члены Левого Фронта активно протестовали против пенсионной реформы, а также по другим социальным и политическим проблемам. Например, 21 марта 2021 года «Левый Фронт» совместно с КПРФ, РКРП, движением «За новый социализм» и другими организациями, принял участие в митинге против введения QR кодов в Тюмени. Митингующие выступали против QR-кодов и предлагали уголовную ответственность за их внедрение.
В 2021 году Анастасия Удальцова была зарегистрирована в качестве кандидата в депутаты Госдумы по округу № 201 от КПРФ.

### После начала войны России с Украиной
После признания Россией независимости ЛНР и ДНР и вторжения российских войск на территорию Украины, Левый Фронт выпустил заявление, в котором поддержал признание независимости республик, а войну назвал неизбежным следствием капитализма.  После этого из организации вышел один из её основателей и координаторов — Алексей Сахнин.
В июне 2022 года Анастасии Удальцовой был передан мандат депутата Государственной думы Валерия Рашкина.
В декабре 2022 года прошёл VIII съезд организации.
11 января 2024 года был задержан по делу об «оправдании терроризма» (ч. 2 ст. 205.2 УК РФ) Сергей Удальцов. Это задержание связано с его публикациями в социальных сетях постов в поддержку фигурантов «уфимского марксистского кружка». Анастасия Удальцова не комментировала эту ситуацию.

### Раскол
29 марта 2024 года на сайте ЛФ появилось заявление, в соответствии с которым некий Чрезвычайный комитет приостанавливает членство всех членов организации для перерегистрации. 30 марта большинство исполкома Левого фронта подтвердил это решение, однако, ради сохранения единства рядов организации 31 марта прошло повторное собрание Исполнительного комитета, который в основном подтвердил это решение, заменив чк на оргкомитет, и постановил провести переучёт членов. Во время собрания Развозжаев, по собственным утверждениям, стоявший у истоков Левого Фронта, со скандалом покинул организацию.
26 мая 2024 года активная часть членов Исполкома организации заявила о "захвате" официальных информационных ресурсов организации (интернет-сайте, канала в Telegram и т.д.) группой сторонников Анастасии Удальцовой и Леонида Развожаева. В связи с этим ими были создали новый сайт и новый канал в Telegram. В то же время на ресурсах, подконтрольных сторонникам Анастасии Удальцовой, было распространено заявление о попытка захвата организации "группой провокаторов". Обе стороны заявили об отсутствии какого-либо раскола в организации. Противники Анастасии Удальцовой объяснили это тем, что её членство в организации было приостановлено в начале 2024 года, а также указали на то, что поддержавший её Леонид Развозжаев в марте заявил о своём выходе из организации. В свою очередь сторонники Анастасии Удальцовой заявили о малочисленности их противников. 15 июня 2024 года в официальном канале КПРФ в Telegram было размещено сообщение из канала сторонников Анастасии Удальцовой с заявлением о "провале провокации" её противников. В связи с этим можно сделать вывод, что КПРФ в произошедшем расколе поддержала именно группу сторонников Анастасии Удальцовой.
В августе 2024 года,вопреки просьбам, находящегося в СИЗО Сергея Удальцова прошёл съезд ЛФ, поддержанный большинством региональных отделений организации в виду неосведомлённости о позиции Удальцова и КПРФ.

03.09.2024 года с целью укрепления организации, наведению порядка и окончанию брожения в организации Леонидом Развозжаевым и группой товарищей была создана фракция большевиков Левого Фронта (ФБЛФ). Члены фракции заявили о неделимости и целостности Левого Фронта, в планах товарищей глубокое изучение и пропаганда Марксизма, Ленинизма, укрепление рядов организации. Далее данная фракция фактически оказалась руководством официально признанного КПРФ Левого фронта под руководством Анастасии Удальцовой.
Раскол ЛФ не получил конечной оценки партии КПРФ. Вопреки официальному общению партии о поддержке только сторонника депутата ГД, члена фракции КПРФ и экс-супруги матери двоих детей лидера движения Сергея Удальцова, многие региональные партийные отделения продолжают поддерживать её оппонентов.
27 октября 2024 года как минимум  четыре местных отделений Левого Фронта Московской области, ранее занимавшиеся гуманитарной помощью и поставками средств вооружения в зону российского вторжения на Украину заявили о выходе из рядов организации.

## Структура
Высшим руководящим органом Левого Фронта является Съезд. Совет Координаторов Левого Фронта осуществляет текущее руководство движением, а Исполком является оперативным рабочим органом организации.